# Nationalliga A w piłce siatkowej mężczyzn (2009/2010)
Szwajcarska Liga Siatkówki 2009/2010 – 54. sezon walki o mistrzostwo Szwajcarii. Rozpoczął się 3 października 2009 roku i trwać będzie do wiosny 2010 roku.
W fazie zasadniczej 7 zespołów rozegra mecze system każdy z każdym, mecz i rewanż.
W sezonie 2009/2010 w Pucharze CEV Szwajcarię reprezentować będą Lausanne UC i Volley Amriswil, a w Pucharze Challenge – SEAT Volley Näfels i Chênois Genewa.

## Drużyny uczestniczące
| Drużyna                            | Miejsce w sezonie 2008/2009 | Miasto    | Uwagi            |
| ---------------------------------- | --------------------------- | --------- | ---------------- |
| Volley Amriswil                    | złoto                       | Amriswil  | Puchar CEV       |
| Lausanne UC                        | srebro                      | Lozanna   | Puchar CEV       |
| SWICA Volley Münsingen             | brąz                        | Münsingen |                  |
| CS Chênois VB                      | 4                           | Genewa    |                  |
| SEAT Volley Näfels                 | 5                           | Näfels    | Puchar Challenge |
| PV Lugano                          | 7                           | Lugano    |                  |
| Volley Smash 05 Laufenburg-Kaisten |                             | Kaisten   | beniaminek       |

## Faza zasadnicza

### Tabela wyników
| \| \| Amriswil \| Lausanne \| Münsingen \| Chênois \| Näfels \| Lugano \| Kaisten \| \| ---------------------------------- \| -------- \| -------- \| --------- \| ------- \| ------ \| ------ \| ------- \| \| Volley Amriswil \| – \| 3:1 \| 3:1 \| 3:1 \| 0:3 \| 3:0 \| 3:0 \| \| Lausanne UC \| 3:2 \| – \| 3:0 \| 3:0 \| 0:3 \| 3:0 \| 3:0 \| \| SWICA Volley Münsingen \| 1:3 \| 0:3 \| – \| 0:3 \| 0:3 \| 2:3 \| 3:0 \| \| CS Chênois VB \| 3:0 \| 0:3 \| 3:1 \| – \| 3:1 \| 3:0 \| 3:1 \| \| SEAT Volley Näfels \| 1:3 \| 3:0 \| 3:2 \| 3:2 \| – \| 3:1 \| 3:0 \| \| PV Lugano \| 0:3 \| 1:3 \| 1:3 \| 0:3 \| 1:3 \| – \| 2:3 \| \| Volley Smash 05 Laufenburg-Kaisten \| 0:3 \| 0:3 \| 1:3 \| 0:3 \| 1:3 \| 0:3 \| – \| | Drużyna gospodarzy wymieniona jest po lewej stronie tabeli. zwycięstwo gospodarzy zwycięstwo gości |          |           |         |        |        |         |
| | Amriswil                                                                                           | Lausanne | Münsingen | Chênois | Näfels | Lugano | Kaisten |
| Volley Amriswil | –                                                                                                  | 3:1      | 3:1       | 3:1     | 0:3    | 3:0    | 3:0     |
| Lausanne UC | 3:2                                                                                                | –        | 3:0       | 3:0     | 0:3    | 3:0    | 3:0     |
| SWICA Volley Münsingen | 1:3                                                                                                | 0:3      | –         | 0:3     | 0:3    | 2:3    | 3:0     |
| CS Chênois VB | 3:0                                                                                                | 0:3      | 3:1       | –       | 3:1    | 3:0    | 3:1     |
| SEAT Volley Näfels | 1:3                                                                                                | 3:0      | 3:2       | 3:2     | –      | 3:1    | 3:0     |
| PV Lugano | 0:3                                                                                                | 1:3      | 1:3       | 0:3     | 1:3    | –      | 2:3     |
| Volley Smash 05 Laufenburg-Kaisten | 0:3                                                                                                | 0:3      | 1:3       | 0:3     | 1:3    | 0:3    | –       |

### Tabela fazy zasadniczej
| Poz.                                                  | Klub                               | Punkty | Mecze         | Mecze   | Mecze     | Rodzaj wyniku | Rodzaj wyniku | Rodzaj wyniku | Rodzaj wyniku | Rodzaj wyniku | Rodzaj wyniku | Sety         | Sety    | Sety      | Sety  | Małe punkty | Małe punkty | Małe punkty |
| Poz.                                                  | Klub                               | Punkty | liczba meczów | wygrane | przegrane | 3:0           | 3:1           | 3:2           | 2:3           | 1:3           | 0:3           | liczba setów | wygrane | przegrane | ratio | zdobyte     | stracone    | ratio       |
| ----------------------------------------------------- | ---------------------------------- | ------ | ------------- | ------- | --------- | ------------- | ------------- | ------------- | ------------- | ------------- | ------------- | ------------ | ------- | --------- | ----- | ----------- | ----------- | ----------- |
| 1                                                     | SEAT Volley Näfels                 | 20     | 12            | 10      | 2         | 5             | 3             | 2             | 0             | 2             | 0             | 45           | 32      | 13        | 2,46  | 1062        | 979         | 1,08        |
| 2                                                     | Lausanne UC                        | 18     | 12            | 9       | 3         | 7             | 1             | 1             | 0             | 1             | 2             | 40           | 28      | 12        | 2,33  | 987         | 891         | 1,11        |
| 3                                                     | Volley Amriswil                    | 18     | 12            | 9       | 3         | 4             | 5             | 0             | 1             | 0             | 2             | 43           | 29      | 14        | 2,07  | 1028        | 900         | 1,14        |
| 4                                                     | CS Chênois VB                      | 16     | 12            | 8       | 4         | 5             | 3             | 0             | 2             | 1             | 1             | 42           | 27      | 15        | 1,80  | 970         | 904         | 1,07        |
| 5                                                     | SWICA Volley Münsingen             | 6      | 12            | 3       | 9         | 1             | 2             | 0             | 2             | 3             | 4             | 45           | 16      | 29        | 0,55  | 993         | 1046        | 0,95        |
| 6                                                     | PV Lugano                          | 4      | 12            | 2       | 10        | 1             | 0             | 1             | 1             | 4             | 5             | 44           | 12      | 32        | 0,38  | 908         | 1047        | 0,87        |
| 7                                                     | Volley Smash 05 Laufenburg-Kaisten | 2      | 12            | 1       | 11        | 0             | 0             | 1             | 0             | 3             | 8             | 41           | 6       | 35        | 0,17  | 817         | 998         | 0,82        |
| Punktacja: zwycięstwo – 2 punkty, porażka – 0 punktów |                                    |        |               |         |           |               |               |               |               |               |               |              |         |           |       |             |             |             |

### Liderzy
| Kolejka | Lider              |
| ------- | ------------------ |
| 1       | Volley Amriswil    |
| 2       | Volley Amriswil    |
| 3       | SEAT Volley Näfels |
| 4       | SEAT Volley Näfels |
| 5       | Volley Amriswil    |
| 6       | CS Chênois VB      |
| 7       | Lausanne UC        |

| Kolejka | Lider              |
| ------- | ------------------ |
| 8       | Lausanne UC        |
| 9       | SEAT Volley Näfels |
| 10      | SEAT Volley Näfels |
| 11      | Volley Amriswil    |
| 12      | SEAT Volley Näfels |
| 13      | SEAT Volley Näfels |
| 14      | SEAT Volley Näfels |

## Mecze o miejsca 4-7
Drużyny, które wygrały rywalizację dołączyły do drużyn walczących w fazie play-off o miejsca 1-5, a te, które przegrały, zmierzyły się ze sobą w meczach o miejsca 6-7.
(do dwóch zwycięstw)
| 13.01.2010 | CS Chênois VB | 3:0 (25:14, 25:23, 25:17) | Volley Smash 05 Laufenburg-Kaisten |

| 16.01.2010 | Volley Smash 05 Laufenburg-Kaisten | 0:3 (24:26, 15:25, 24:26) | CS Chênois VB |

| 13.01.2010 | SWICA Volley Münsingen | 3:0 (26:24, 25:21, 25:22) | PV Lugano |

| 16.01.2010 | PV Lugano | 3:0 (25:19, 25:19, 30:28) | SWICA Volley Münsingen |

| 17.01.2010 | SWICA Volley Münsingen | 1:3 (22:25, 23:25, 27:25, 22:25) | PV Lugano |

## Faza play-off

### Mecze o miejsca 1-5

#### Tabela wyników
| \| \| Näfels \| Lausanne \| Amriswil \| Chênois \| Lugano \| \| ------------------ \| ------ \| -------- \| -------- \| ------- \| ------ \| \| SEAT Volley Näfels \| – \| 3:1 \| 1:3 \| 3:0 \| 2:3 \| \| Lausanne UC \| 3:2 \| – \| 2:3 \| 3:2 \| 3:0 \| \| Volley Amriswil \| 3:1 \| 3:1 \| – \| 3:1 \| 3:1 \| \| CS Chênois VB \| 3:0 \| 3:1 \| 2:3 \| – \| 2:3 \| \| PV Lugano \| 0:3 \| 3:1 \| 1:3 \| 0:3 \| – \| | Drużyna gospodarzy wymieniona jest po lewej stronie tabeli. zwycięstwo gospodarzy zwycięstwo gości |          |          |         |        |
| | Näfels                                                                                             | Lausanne | Amriswil | Chênois | Lugano |
| SEAT Volley Näfels | –                                                                                                  | 3:1      | 1:3      | 3:0     | 2:3    |
| Lausanne UC | 3:2                                                                                                | –        | 2:3      | 3:2     | 3:0    |
| Volley Amriswil | 3:1                                                                                                | 3:1      | –        | 3:1     | 3:1    |
| CS Chênois VB | 3:0                                                                                                | 3:1      | 2:3      | –       | 2:3    |
| PV Lugano | 0:3                                                                                                | 3:1      | 1:3      | 0:3     | –      |

#### Wyniki spotkań
|  |  | 1. KOLEJKA |  |
|  |  | ---------- |  |

Pauzuje: PV Lugano
| 23.01.2010 | Volley Amriswil | 3:1 (25:22, 25:14, 35:37, 25:13) | CS Chênois VB |

| 23.01.2010 | SEAT Volley Näfels | 3:1 (25:21, 25:27, 25:19, 25:19) | Lausanne UC |

|  |  | 2. KOLEJKA |  |
|  |  | ---------- |  |

Pauzuje: CS Chênois VB
| 30.01.2010 | Lausanne UC | 3:0 (25:21, 25:20, 25:18) | PV Lugano |

| 31.01.2010 | SEAT Volley Näfels | 1:3 (25:19, 25:27, 20:25, 22:25) | Volley Amriswil |

|  |  | 3. KOLEJKA |  |
|  |  | ---------- |  |

Pauzuje: Volley Amriswil
| 6.02.2010 | Lausanne UC | 3:2 (23:25, 25:22, 23:25, 25:21, 19:17) | CS Chênois VB |

| 6.02.2010 | PV Lugano | 0:3 (18:25, 17:25, 22:25) | SEAT Volley Näfels |

|  |  | 4. KOLEJKA |  |
|  |  | ---------- |  |

Pauzuje: Lausanne UC
| 13.02.2010 | CS Chênois VB | 3:0 (25:23, 25:20, 27:25) | SEAT Volley Näfels |

| 14.02.2010 | PV Lugano | 1:3 (21:25, 14:25, 27:25, 22:25) | Volley Amriswil |

|  |  | 5. KOLEJKA |  |
|  |  | ---------- |  |

Pauzuje: SEAT Volley Näfels
| 24.02.2010 | CS Chênois VB | 2:3 (25:23, 25:13, 19:25, 18:25, 11:15) | PV Lugano |

| 24.02.2010 | Lausanne UC | 2:3 (25:21, 25:12, 23:25, 20:25, 12:15) | Volley Amriswil |

|  |  | 6. KOLEJKA |  |
|  |  | ---------- |  |

Pauzuje: Volley Amriswil
| 28.02.2010 | SEAT Volley Näfels | 2:3 (25:17, 16:25, 34:36, 25:15, 12:15) | PV Lugano |

| 28.02.2010 | CS Chênois VB | 3:1 (25:23, 26:24, 21:25, 25:23) | Lausanne UC |

|  |  | 7. KOLEJKA |  |
|  |  | ---------- |  |

Pauzuje: Lausanne UC
| 6.03.2010 | Volley Amriswil | 3:1 (25:21, 25:19, 21:25, 25:16) | PV Lugano |

| 6.03.2010 | SEAT Volley Näfels | 3:0 (25:22, 25:22, 25:19) | CS Chênois VB |

|  |  | 8. KOLEJKA |  |
|  |  | ---------- |  |

Pauzuje: SEAT Volley Näfels
| 7.03.2010 | Volley Amriswil | 3:1 (22:25, 25:23, 25:19, 25:22) | Lausanne UC |

| 7.03.2010 | PV Lugano | 0:3 (22:25, 25:27, 17:25) | CS Chênois VB |

|  |  | 9. KOLEJKA |  |
|  |  | ---------- |  |

Pauzuje: CS Chênois VB
| 13.03.2010 | Volley Amriswil | 3:1 (22:25, 25:20, 25:22, 25:20) | SEAT Volley Näfels |

| 13.03.2010 | PV Lugano | 3:1 (16:25, 28:26, 25:23, 25:21) | Lausanne UC |

|  |  | 10. KOLEJKA |  |
|  |  | ----------- |  |

Pauzuje: PV Lugano
| 17.03.2010 | CS Chênois VB | 2:3 (25:18, 17:25, 22:25, 26:24, 13:15) | Volley Amriswil |

| 17.03.2010 | Lausanne UC | 3:2 (25:21, 25:16, 24:26, 21:25, 15:11) | SEAT Volley Näfels |

#### Tabela końcowa
| Poz.                                                  | Klub               | Punkty | Mecze         | Mecze   | Mecze     | Rodzaj wyniku | Rodzaj wyniku | Rodzaj wyniku | Rodzaj wyniku | Rodzaj wyniku | Rodzaj wyniku | Sety         | Sety    | Sety      | Sety  | Małe punkty | Małe punkty | Małe punkty |
| Poz.                                                  | Klub               | Punkty | liczba meczów | wygrane | przegrane | 3:0           | 3:1           | 3:2           | 2:3           | 1:3           | 0:3           | liczba setów | wygrane | przegrane | ratio | zdobyte     | stracone    | ratio       |
| ----------------------------------------------------- | ------------------ | ------ | ------------- | ------- | --------- | ------------- | ------------- | ------------- | ------------- | ------------- | ------------- | ------------ | ------- | --------- | ----- | ----------- | ----------- | ----------- |
| 1                                                     | Volley Amriswil    | 16     | 8             | 8       | 0         | 0             | 6             | 2             | 0             | 0             | 0             | 34           | 24      | 10        | 2,40  | 801         | 727         | 1,10        |
| 2                                                     | CS Chênois VB      | 6      | 8             | 3       | 5         | 2             | 1             | 0             | 3             | 1             | 1             | 32           | 16      | 16        | 1,00  | 711         | 735         | 0,97        |
| 3                                                     | SEAT Volley Näfels | 6      | 8             | 3       | 5         | 2             | 1             | 0             | 2             | 2             | 1             | 31           | 15      | 16        | 0,94  | 708         | 694         | 1,02        |
| 4                                                     | Lausanne UC        | 6      | 8             | 3       | 5         | 1             | 0             | 2             | 1             | 4             | 0             | 34           | 15      | 19        | 0,79  | 770         | 754         | 1,02        |
| 5                                                     | PV Lugano          | 6      | 8             | 3       | 5         | 0             | 1             | 2             | 0             | 2             | 3             | 31           | 11      | 20        | 0,55  | 648         | 728         | 0,89        |
| Punktacja: zwycięstwo – 2 punkty, porażka – 0 punktów |                    |        |               |         |           |               |               |               |               |               |               |              |         |           |       |             |             |             |

### Mecze o 3. miejsce
(do dwóch zwycięstw)
| 28.03.2010 | SEAT Volley Näfels | 1:3 (24:26, 25:21, 18:25, 16:25) | Lausanne UC |

| 3.04.2010 | Lausanne UC | 3:0 (25:23, 25:23, 25:20) | SEAT Volley Näfels |

### Finały
(do trzech zwycięstw)
| 17.03.2010 | Volley Amriswil | 2:3 (25:19, 25:13, 24:26, 20:25, 10:15) | CS Chênois VB |

| 3.04.2010 | CS Chênois VB | 1:3 (18:25, 25:17, 18:25, 26:28) | Volley Amriswil |

| 7.04.2010 | Volley Amriswil | 3:2 (25:20, 25:20, 21:25, 25:27, 15:6) | CS Chênois VB |

| 10.04.2010 | CS Chênois VB | 2:3 (25:23, 25:20, 22:25, 25:27, 12:15) | Volley Amriswil |

## Mecze o miejsca 6-7
(do trzech zwycięstw)
| 23.01.2010 | SWICA Volley Münsingen | 3:0 (25:22, 25:23, 25:19) | Volley Smash 05 Laufenburg-Kaisten |

| 30.01.2010 | Volley Smash 05 Laufenburg-Kaisten | 2:3 (16:25, 27:25, 21:25, 25:20, 6:15) | SWICA Volley Münsingen |

| 6.02.2010 | SWICA Volley Münsingen | 1:3 (18:25, 25:22, 22:25, 21:25) | Volley Smash 05 Laufenburg-Kaisten |

| 13.02.2010 | Volley Smash 05 Laufenburg-Kaisten | 0:3 (19:25, 22:25, 24:26) | SWICA Volley Münsingen |

## Klasyfikacja końcowa
| Miejsce | Zespół                             | Uwagi                    |
| ------- | ---------------------------------- | ------------------------ |
| 1       | Volley Amriswil                    |                          |
| 2       | CS Chênois VB                      |                          |
| 3       | Lausanne UC                        |                          |
| 4       | SEAT Volley Näfels                 |                          |
| 5       | PV Lugano                          |                          |
| 6       | SWICA Volley Münsingen             |                          |
| 7       | Volley Smash 05 Laufenburg-Kaisten | spadek do Nationalliga B |